# Attacobius attarum
Attacobius attarum là một loài nhện trong họ Corinnidae.
Loài này thuộc chi Attacobius. Attacobius attarum được Carl Friedrich Roewer miêu tả năm 1935.